# Ister de Calatis
Ister o Istre (en llatí Ister o Istrus, en grec antic Ἴστρος) fou un escriptor grec nascut a Calatis a l'Euxí. El menciona Esteve de Bizanci com a autor de l'obra  περὶ τραγῳδίας. Encara que pel seu nom només l'esmenta Esteve, és possible que en faci una referència l'anònim autor de la vida de Sòfocles.